# John Cargyll Shaw

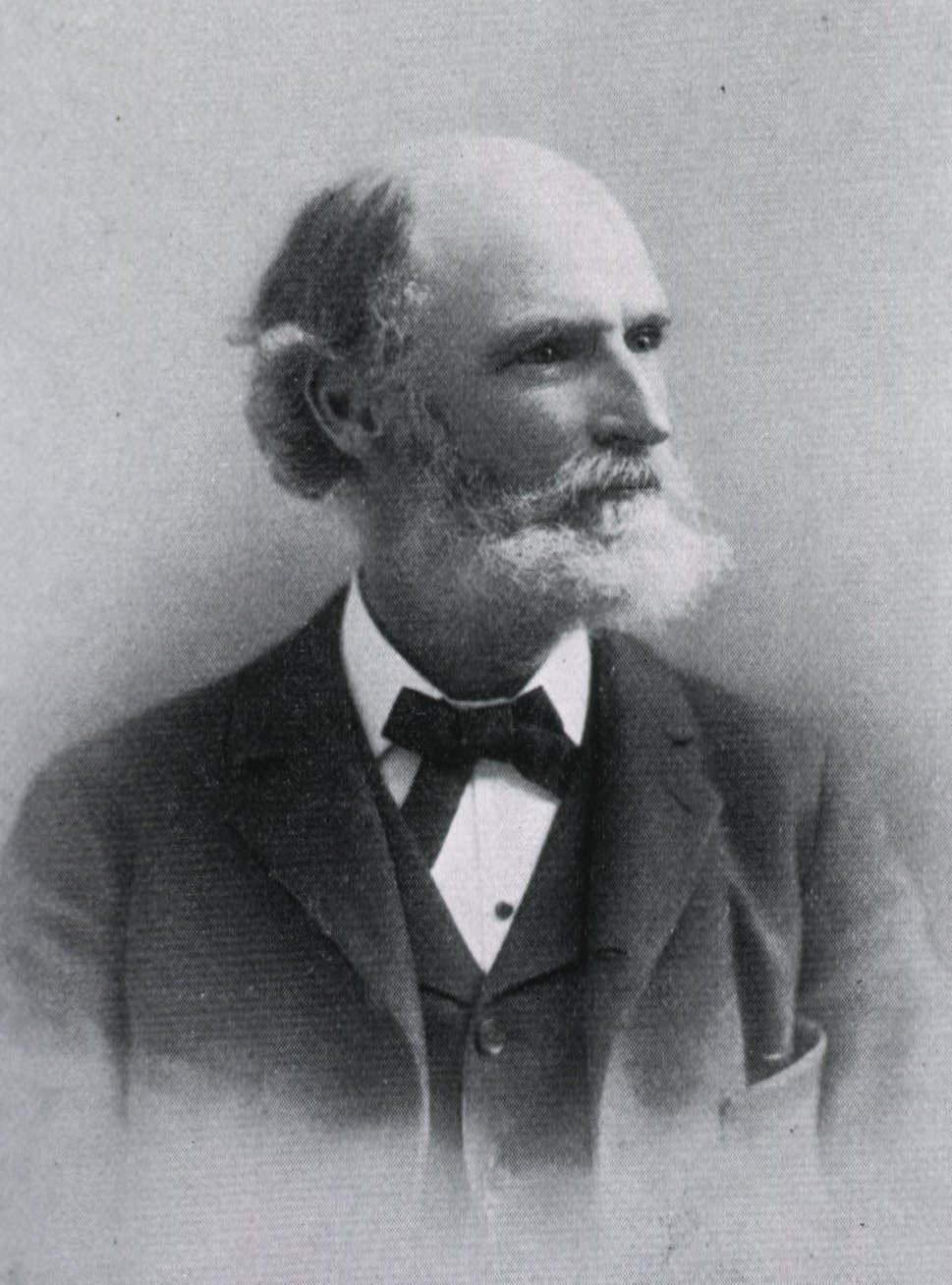
John Cargyll Shaw

John Cargyll Shaw (ur. 25 września 1845 w St. Ann's Bay, zm. 23 stycznia 1900 w Brooklynie) – amerykański lekarz, neurolog i psychiatra.
Jego rodzicami byli John i Christiana Drew Shaw. Uczył się najpierw w szkołach na Jamajce, w wieku siedemnastu lat wyjechał do Stanów Zjednoczonych razem z matką i siostrą. Pracował w aptece w Nowym Jorku, potem odbył kursy z chemii i studiował medycynę u George'a K. Smitha. W 1874 roku otrzymał tytuł M.D. Zajmował się badaniami histologicznymi i patologicznymi układu nerwowego w laboratoriach Satterwaitha i Seguina, został asystentem w College of Physicians and Surgeons.
Neurolog w St. Peter's Hospital w Brooklynie, pracował też w Lunatic Asylum of Kings County. Wykładowca i później profesor chorób układu nerwowego w Long Island College Hospital. Dwukrotnie przewodniczący New York Neurological Society, przewodniczący Medical Society of the County of Kings w 1893. 
Żonaty, miał córkę i trzech synów. Zmarł 23 stycznia 1900 w Brooklynie z powodu grypowego zapalenia płuc; obszerne wspomnienie o nim napisał Bronislaw Onuf.

## Wybrane prace
- Essentials of Nervous Diseases and Insanity: Their Symptoms and Treatment (1892)
- The physiological action of hyoscyamine. Journal of nervous and mental disease, vol. ix. Nos. 1 and 2, 1882.
- The Practicability and Value of Non-restraint in Treating the Insane: A Paper Read at Cleveland, Ohio, July 1st, 1880, Before the Conference of Charities. Tolman & White, Printers, 1880
- Apoplectiform, Epileptiform, and Hemiparetic Attacks in Locomotor Ataxia (1888)